# Zipunowo
Zipunowo (ros. Зипуново) – wieś (sieło) w Rosji, w Kraju Permskim, w rejonie czajkowskim. W 2021 liczyło 393 mieszkańców.